# Drooghoppen
Drooghoppen (Engels: dry hopping) is een techniek om extra aromatische oliën uit hop in bier op te lossen. 
Hopbellen of van aromatische hopvariëteiten worden hiertoe in grote "theebuiltjes" of los tijdens de lagering of zelfs de gisting aan het jonge bier of wort toegevoegd. Dit is een vorm van koude infusie of maceratie. 
De techniek wordt vooral toegepast met het oog op het verhogen van het aroma van het bier. Bittere smaken in het bier worden er subjectief door versterkt, hoewel de hoeveelheid bitterstoffen, objectief gemeten in EBU's, niet significant hoger is.
Traditioneel wordt de techniek toegepast in Britse Pale Ale, in Groot-Brittannië "bitter" genoemd, en in het bijzonder de India Pale Ale. Onder Britse invloed wordt ook Orval droog gehopt.